# Navalagamella
Navalagamella – miasto w Hiszpanii we wspólnocie autonomicznej Madryt, 50 km na zachód od Madrytu, nad rzeką Perales.